# Asarum forbesii
Asarum forbesii är en piprankeväxtart som beskrevs av Carl Maximowicz. Asarum forbesii ingår i släktet hasselörter, och familjen piprankeväxter. Inga underarter finns listade i Catalogue of Life.